# Личный чемпионат России по спидвею среди юношей
Личный чемпионат России по спидвею среди юношей — соревнования среди спидвейных гонщиков в возрасте от 12 до 15 лет. Являются начальным звеном системы российских спидвейных соревнований, в которую также входят юниорские (для спортсменов от 16 лет до 21 года) и взрослые чемпионаты.
В разные годы проводился в зачетах 80 см3, 125 см3 и 250 см3, либо в нескольких одновременно.

## Личный чемпионат в зачёте 125 см3
| Год  | Место финала | Победитель                       | Второе место                        | Третье место                         |
| 1993 | Тольятти     | Владимир Дубинин (Новосибирск)   | Роман Поважный (Тольятти)           | Николай Васильев (Уфа)               |
| 1994 | Салават      | Андрей Заря (Тольятти)           | Андрей Ганцев (Уфа)                 | Дмитрий Егоров (Тольятти)            |
| 1995 | ?            | Павел Перевозчиков (Тольятти)    | Дмитрий Егоров (Тольятти)           | Илья Бондаренко (Тольятти)           |
| 1996 | ?            | Павел Бондаренко (Тольятти)      | Константин Бузланов (Тольятти)      | Дмитрий Егоров (Тольятти)            |
| 1997 | ?            | Илья Бондаренко (Тольятти)       | Роман Земляков (Тольятти)           | Константин Бузланов (Тольятти)       |
| 1998 | Салават      | Илья Бондаренко (Тольятти)       | Денис Сайфутдинов (Салават)         | Михаил Серебряков (Тольятти)         |
| 1999 | ?            | Илья Бондаренко (Тольятти)       | Алексей Костюк (Тольятти)           | Радик Тибеев (Салават)               |
| Год  | Место финала | Победитель                       | Второе место                        | Третье место                         |
| 2000 | Салават      | Георгий Ишутин (Санкт-Петербург) | Роман Иванов (Тольятти)             | Артур Нафиков (Салават)              |
| 2001 | ?            | Дмитрий Решетов (Тольятти)       | Евгений Гомозов Тольятти)           | Виктор Максимов (Санкт-Петербург)    |
| 2002 | Тольятти     | Эмиль Сайфутдинов (Октябрьский)  | Василий Шибанков (Тольятти)         | Николай Каминский (Владивосток)      |
| 2003 | Тольятти     | Эмиль Сайфутдинов (Тольятти)     | Даниил Иванов (Тольятти)            | Игорь Кононов (Стерлитамак)          |
| 2004 | Балаково     | Эмиль Сайфутдинов (Тольятти)     | Евгений Сидорин (Тольятти)          | Артём Водяков (Балаково)             |
| 2005 | Тольятти     | Евгений Сидорин (Тольятти)       | Артём Водяков (Балаково)            | Олег Бесчастнов (Тольятти)           |
| 2006 | Тольятти     | Александр Локтаев (Балаково)     | Олег Бесчастнов (Тольятти)          | Игорь Сайдуллин (Каменск-Уральский)  |
| 2007 | Тольятти     | Александр Кочетов (Новосибирск)  | Сергей Сыгрышев (Каменск-Уральский) | Виталий Белоусов (Каменск-Уральский) |

## Личный чемпионат в зачёте 80 см3
| Год  | Место финала | Победитель                      | Второе место                 | Третье место                         |
| 2003 | Тольятти     | Михаил Скачко (Владивосток)     | Виктор Хивинцев (Тольятти)   | Олег Бесчастнов (Тольятти)           |
| 2005 | Тольятти     | Александр Локтаев (Балаково)    | Дмитрий Гордеев (Балаково)   | Никита Куранов (Владивосток)         |
| 2006 | Тольятти     | Александр Локтаев (Балаково)    | Артём Водяков (Балаково)     | Игорь Сайдуллин (Каменск-Уральский)  |
| 2007 | Тольятти     | Александр Кочетов (Новосибирск) | Александр Локтаев (Балаково) | Денис Носов (Балаково)               |
| 2008 | Тольятти     | Иван Львов (Новосибирск)        | Сергей Агальцов (Тольятти)   | Виталий Белоусов (Каменск-Уральский) |
| 2009 | Тольятти     | Сергей Агальцов (Тольятти)      | Сергей Соколов (Тольятти)    | Никита Фёдоров (Тольятти)            |
| 2010 | Тольятти     | Никита Фёдоров (Тольятти)       | Михаил Литвинов (Тольятти)   | Иван Большаков (Тольятти)            |
| 2011 | Тольятти     | Никита Фёдоров (Тольятти)       | Иван Большаков (Тольятти)    | Вячеслав Монахов (Тольятти)          |
| 2012 | Тольятти     | Вячеслав Монахов (Тольятти)     | Михаил Литвинов (Тольятти)   | Никита Фёдоров (Тольятти)            |
| 2013 | Тольятти     | Илья Кузнецов (Тольятти)        | Иван Большаков (Тольятти)    | Роман Лахбаум (Салават)              |
| 2014 | Тольятти     | Иван Большаков (Тольятти)       | Семён Зуев (Тольятти)        | Илья Пенкин (Тольятти)               |
| 2015 | Тольятти     | Илья Пенкин (Тольятти)          | Денис Беляев (Тольятти)      | Семён Зуев (Тольятти)                |
| 2016 | Тольятти     | Александр Кайбушев (Салават)    | Павел Нагибин (Салават)      | Андрей Степанов (Тольятти)           |
| 2017 | Тольятти     | Павел Нагибин (Салават)         | Глеб Вельчев (Тольятти)      | Александр Кайбушев (Балаково)        |
| 2018 | Тольятти     | Даниил Визгирд (Тольятти)       | Владимир Фадеев (Тольятти)   | Павел Нагибин (Салават)              |
| 2019 | Тольятти     | Максим Сироткин (Балаково)      | Артём Салмин (Тольятти)      | Семён Грехов (Тольятти)              |
| 2020 | Тольятти     | Максим Сироткин (Балаково)      | Семён Грехов (Тольятти)      | Матвей Коробельщиков (Тольятти)      |
| 2021 | Тольятти     | Семён Грехов (Тольятти)         | Тимофей Филатов (Тольятти)   | Даниил Лавренчук (Балаково)          |

## Личный чемпионат в зачёте 250 см3
| Год  | Место финала                 | Победитель                          | Второе место                | Третье место                  |
| 2009 | Балаково                     | Игорь Сайдуллин (Каменск-Уральский) | Иван Львов (Новосибирск)    | Денис Мартынов (Балаково)     |
| 2010 | Салават Октябрьский          | Арслан Файзулин (Октябрьский)       | Роман Лахбаум (Салават)     | Иван Львов (Новосибирск)      |
| 2011 | Салават Октябрьский Тольятти | соревнования не состоялись          | соревнования не состоялись  | соревнования не состоялись    |
| 2012 | Салават Октябрьский          | Арслан Файзулин (Октябрьский)       | Роман Лахбаум (Салават)     | Богдан Фарвазов (Салават)     |
| 2013 | Октябрьский Салават Тольятти | Иван Большаков (Тольятти)           | Роман Лахбаум (Салават)     | Арслан Файзулин (Самара)      |
| 2014 | Салават Балаково             | Глеб Чугунов (Салават)              | Владимир Богма (Балаково)   | Арслан Файзулин (Октябрьский) |
| 2015 | Балаково                     | Арслан Файзулин (Октябрьский)       | Дмитрий Петраков (Балаково) | Александр Кайбушев (Салават)  |
| 2016 | Балаково                     | Александр Кайбушев (Салават)        | Кирилл Хван (Москва)        | Дмитрий Петраков (Балаково)   |
| 2017 | Балаково                     | Александр Кайбушев (Балаково)       | Павел Нагибин (Салават)     | Дмитрий Петраков (Балаково)   |
| 2018 | Балаково                     | Александр Кайбушев (Балаково)       | Павел Нагибин (Салават)     | Кирилл Лейман (Балаково)      |
| 2021 | Балаково                     | Максим Сироткин (Балаково)          | Кирилл Семавин (Салават)    | Кирилл Буркин (Салават)       |

## Медальный зачёт
| Позиция | Город             | Gold | Silver | Bronze | Всего |
| ------- | ----------------- | ---- | ------ | ------ | ----- |
| 1.      | Тольятти          | 19   | 24     | 16     | 59    |
| 2.      | Балаково          | 8    | 6      | 8      | 22    |
| 3.      | Салават           | 4    | 8      | 6      | 18    |
| 4.      | Новосибирск       | 4    | 1      | 1      | 6     |
| 5.      | Октябрьский       | 4    |        | 1      | 5     |
| 6.      | Каменск-Уральский | 1    | 1      | 4      | 6     |
| 7.      | Владивосток       | 1    |        | 2      | 3     |
| 8.      | Санкт-Петербург   | 1    |        | 1      | 2     |
| 9.      | Уфа               |      | 1      | 1      | 2     |
| 10.     | Москва            |      | 1      |        | 1     |
| 11.     | Стерлитамак       |      |        | 1      | 1     |
| 11.     | Самара            |      |        | 1      | 1     |